# غالية جار النبي
غالية جاري النبي بابكر هي عالمة آثار ومدير متحف من السودان. اعتبارًا من عام 2024 كانت مديرة للهيئة القومية للآثار والمتاحف في السودان.

## حياة مهنية
حصلت غالية على درجة البكالوريوس في الآثار من جامعة الخرطوم، ودرجة الماجستير في توثيق المتاحف من جامعة وارسو، ودرجة الدكتوراه من جامعة الخرطوم. بدأت عملها في الهيئة الوطنية للآثار والمتاحف في عام 1983. اعتبارًا من عام 2022 كانت مديرة بالإنابة للمتحف الوطني في السودان. بحلول شهر ديسمبر من ذلك العام أصبحت نائبة مدير NCAM؛ ثم بحلول عام 2024 أصبحت غالية مديرة NCAM. خلال فترة ولايتها، ونتيجة للحرب الأهلية السودانية، سُرقت أشياء من مجموعات المتحف الوطني السوداني، وتم العثور على بعضها معروضة للبيع على الحدود مع جنوب السودان وداخله. كما واجهت اتهامات بأنها، وسلفها في المتحف الوطني بالسودان، متورطان في تجارة الآثار غير المشروعة.
علقت غالية لصحيفة الجارديان على كيفية زيادة التنوع بين الجنسين في علم الآثار في السودان خلال حياتها: أثناء دراستها كان هناك ثلاث نساء في الدورة، ولكن في عام 2022 كان هناك 20.